# داكولا
داكولا (بالإنجليزية: Dacula, Georgia)‏ هي مدينة تقع في مقاطعة غوينيت، جورجيا بولاية جورجيا في الولايات المتحدة. تبلغ مساحة هذه المدينة 7.5 (كم²)، وترتفع عن سطح البحر 320 م، بلغ عدد سكانها 4442 نسمة في عام 2010 حسب إحصاء مكتب تعداد الولايات المتحدة.

## وصلات خارجية
- City of Dacula Georgia Website
- Cities & Counties - Georgia.gov